# Yitzhak Ben-Zvi
Yitzhak Ben-Zvi (Poltava, 24 de novembro de 1884 – Jerusalém, 23 de abril de 1963) foi o segundo presidente da história de Israel. Foi, também, o político que por mais tempo ocupou o cargo.

## Biografia
Nascido em Poltava, no Império Russo (hoje na Ucrânia), Ben-Zvi era o filho mais velho de Zvi Shimshelevich, que mais tarde adotou o nome de Shimshi. Shimshi foi um importante ativista sionista e um dos organizadores do primeiro Congresso Sionista em 1897, que em 1952 foi homenageado pelo primeiro Knesset israelense com o título de "Pai do Estado de Israel".
Ben-Zvi era ativo nas unidades de autodefesa judaicas organizadas na Ucrânia para defender os judeus durante os pogroms de 1905, e juntou-se ao partido político sionista Poale Zion. Ele imigrou para a Palestina em 1907, estabelecendo-se em Jaffa, e mais tarde no mesmo ano foi representante no Congresso Sionista de Haia. Foi lá que ele conheceu Israel Shochat. "Bar-Giora", o precursor clandestino de Hashomer, foi criado em seu apartamento em 1907. Em 1909, ele organizou a escola secundária Gymnasia Rehavia no bairro de Bukharim de Jerusalém, juntamente com Rachel Yanait.
Em 1910, Yanait, Ben-Zvi e Ze'ev Ashur fundaram o Ahdut, o primeiro periódico socialista hebreu. Após seus estudos na Galatasaray High School em Istambul, Ben-Zvi estudou direito na Universidade de Istambul de 1912 a 1914, junto com o futuro primeiro-ministro israelense David Ben-Gurion. Eles retornaram à Palestina em agosto de 1914, mas foram expulsos pelas autoridades otomanas em 1915. Os dois se mudaram para a cidade de Nova York, onde se envolveram em atividades sionistas e fundaram o movimento HeHalutz (Pioneiro). Juntos, eles também escreveram o livro em iídiche The Land of Israel: Past and Present para promover a causa sionista entre os judeus americanos.
Ao retornar à Palestina em 1918, Ben-Zvi se casou com Yanait. Eles tiveram dois filhos: Amram e Eli. Eli morreu na Guerra Árabe-Israelita de 1948, defendendo seu kibutz, Beit Keshet.

## Carreira política
Ben-Zvi serviu na Legião Judaica (1º batalhão da Judéia 'KADIMAH') junto com Ben-Gurion. Ele ajudou a fundar o partido Ahdut HaAvoda em 1919 e tornou-se cada vez mais ativo no Haganah. Ele foi mais tarde eleito para o Conselho da Cidade de Jerusalém e em 1931 serviu como presidente do Conselho Nacional Judaico, o governo paralelo da comunidade judaica na Palestina Obrigatória.

## Assassinato de Jacob Israël de Haan
De acordo com Avraham Tehomi, Ben-Zvi ordenou o assassinato de Jacob Israël de Haan em 1924.
De Haan viera à Palestina como um sionista fervoroso, mas tornara-se cada vez mais crítico das organizações sionistas, preferindo uma solução negociada para a luta armada entre judeus e árabes. Foi assim que Tehomi reconheceu sua própria parte no assassinato mais de sessenta anos depois, em uma entrevista à televisão israelense em 1985: "Fiz o que o Haganah decidiu que deveria ser feito. E nada foi feito sem a ordem de Yitzhak Ben-Zvi. Não me arrependo porque ele [de Haan] queria destruir toda a nossa ideia de sionismo".

## Presidência

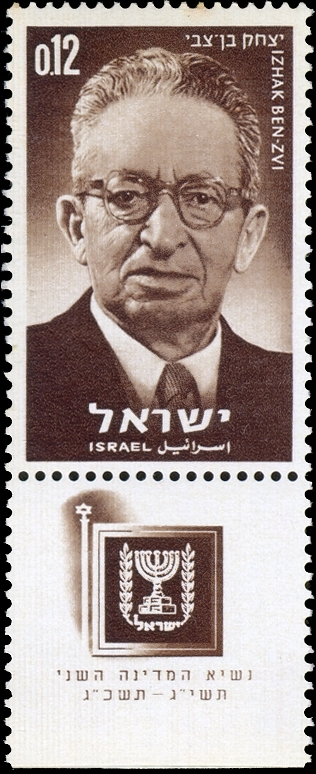
Selo israelense de 1964 em homenagem a Yitzhak Ben-Zvi

Quando Israel conquistou sua independência, Ben-Zvi estava entre os signatários de sua Declaração de Independência em 14 de maio de 1948. Ele serviu no Primeiro e no Segundo Knessets para o partido Mapai. Em 1951, Ben-Zvi foi nomeado um dos membros em exercício do Comitê de Nomenclatura do Governo, cujo dever era decidir sobre os nomes apropriados para assentamentos recém-construídos. Ele foi eleito presidente de Israel em 8 de dezembro de 1952, assumiu o cargo em 16 de dezembro de 1952 e continuou a exercer o cargo até sua morte.
Ben-Zvi acreditava que o presidente deveria dar o exemplo para o público e que sua casa deveria refletir a austeridade da época. Por mais de 26 anos, ele e sua família viveram em uma cabana de madeira no bairro de Rehavia, em Jerusalém. O Estado de Israel se interessou pela casa adjacente, construída e de propriedade de Nissim e Esther Valero, e a comprou, após a morte de Nissim, para fornecer espaço adicional para a residência do presidente. Duas estruturas maiores de madeira no pátio foram usadas para recepções oficiais.

## Pesquisa
Em 1948, Ben-Zvi chefiou o Instituto para o Estudo das Comunidades Judaicas Orientais no Oriente Médio, mais tarde denominado Instituto Ben-Zvi (Yad Ben-Zvi) em sua homenagem. O Instituto Ben-Zvi ocupa a casa de Nissim Valero. Seu principal campo de pesquisa foram as comunidades judaicas e seitas da Ásia e da África, incluindo os samaritanos e caraítas.

## Família
O pai de Yitzhak Ben-Zvi, Zvi Shimshi (Shimshelevitch), foi um importante ativista sionista no século XIX. Membro dos movimentos B'ne Moshe e Hoveve Zion na Ucrânia, ele foi (com Theodore Herzl) um dos organizadores do primeiro Congresso Sionista em Basel, Suíça, no outono de 1897. Nesse Congresso, a Organização Sionista Mundial foi fundada, e a intenção de restabelecer um estado judeu foi anunciada. Shimshi foi o único organizador do primeiro Congresso Sionista a viver para ver o nascimento do moderno Estado de Israel em 1948. Em 10 de dezembro de 1952, Zvi Shimshi foi homenageado pelo primeiro Knesset (parlamento) israelense com o título de "Pai do Estado de Israel".
O irmão de Ben-Zvi era o autor Aharon Reuveni, e seu cunhado era o arqueólogo israelense Benjamin Mazar.